# Clifford Coulter
Clifford Coulter (* um 1945; † 16. August 2021) war ein US-amerikanischer Jazz- und  R&B-Musiker (Piano, Keyboard, Orgel, Gitarre, Gesang, auch Arrangement).

## Leben und Wirken
Clifford Coulter, der aus Arizona stammte, beschäftigte sich während seiner Schuljahre mit Klavier, Trompete, Gitarre und Saxophon; 1960 begann er mit dem Spielen der Hammond-Orgel. In seinen Teenagerjahren spielte Clifford in Los Angeles professionell mit dem Gitarristen Mel Brown, an dessen Album I’d Rather Suck My Thumb (1969) er mitwirkte. Er war Keyboarder für Bill Withers, als er auf Vermittlung von Brown und Produzent Ed Michel 1970 für das Jazzlabel Impulse! Records sein erstes Album East Side, San Jose aufnehmen konnte. In dieser Zeit war er auch der Besitzer von Cliff's Place, einem Lokal an der Ecke McKee und King Road in San Jose in der Bay Area. 1972 erschien seine von Soul und Funk beeinflusste LP Do It Now, Worry ’Bout It Later. Coulter arbeitete in dieser Zeit außerdem mit den Jazzmusikern Michael White (Father Music, Mother Dance), Sonny Fortune (Waves of Dreams) und mit Stanley Cowell, auf dessen Alben Talkin’ ’Bout Love und New World (Galaxy) er zu hören war. Im Bereich des Jazz/R&B war er laut Tom Lord zwischen 1969 und 1978 an 14 Aufnahmesessions beteiligt. 1980 legte er bei Columbia Records unter eigenem Namen noch die LP The Better Part of Me vor, an der Bill Withers als Musiker und Produzent mitgewirkt hatte.
Im Laufe seiner Karriere spielte Coulter u. a. auch mit John Lee Hooker (Never Get Out of These Blues Alive, 1972), Boz Scaggs, Steve Miller, Linda Tillery, B. B. King, Sérgio Mendes und Cornelius Bumpus. Er schrieb den Titel „Lovin’ You Is Gonna See Me Thru“, 1979 ein Charterfolg für die Funk-Band Tower of Power. In seinen späteren Jahren trat er weiterhin auf lokaler Ebene in San Jose auf.

## Diskographische Hinweise
- East Side, San Jose (Impulse!, 1970), mit John Turk, Gino Landry, Cornelius Bumpus, Mel Brown, Jerry Perez, Jimmy Calhoun, Joe Provost
- Do It Now, Worry ’Bout It Later (Impulse!, 1972), mit John Turk, Harry Sweets Edison, Jimmy Cleveland, Willie Ruff, Bill Perkins, Marshal Royal, Plas Johnson, Sonny Glaze, Jimmy Calhoun, Ron Beck